# Nékám Sándor (jogász)
Nékám Sándor, Alexander Nékám (Budapest, 1905. október 10. – USA, 1982. június 1.) jogász, Nékám Lajos (1868-1957) orvos fia, Nékám Sándor matematikus unokája.

## Élete
1925-ben nyert jogtudományi doktori oklevelet a budapesti tudományegyetemen, majd 1927-ben a párizsi politikai tudományok iskolájában megkapta végbizonyítványát. 1927 és 1929-ben a londoni közgazdaságtudományi főiskola hallgatója volt, 1931-ben a Rockefeller-alapítvány ösztöndíjával jutott ki a Harvard egyetemre (Cambridge, Massachusetts, USA). Előbb mint törvényszéki joggyakornok dolgozott, később Budapesten működött mint titkár. 1935-ben hívták be az Igazságügyminisztériumba. 1939-ben átkerült a miniszterelnökségre miniszteri titkári beosztásban. 1941-ben benne volt a külügyminisztérium személyzeti állományában, 1944-ben miniszteri osztálytanácsosként dolgozott. 1945-ben miniszteri tanácsosi minőségben különleges megbízást kapott hogy Romániába utazzon. 1946-47-ben jogi szakértőként működött a külügyi szolgálatnál. Ezután kivándorolt az USA-ba és ott telepedett le. A Yale egyetemen jogtudományi bakkalaureusi képesítést nyert, 1952-ben pedig a Harvard egyetemen szerezte meg jogtudományi doktori diplomáját. 1949-50-ben a Harvard egyetemen dolgozott lektorként, 1952-től 1956-ig között a bostoni főiskola jogtudományi karán tanított. 1957-től professzor volt a chicagoi Northwestern egyetem jogtudományi fakultásán, egészen nyugállományba vonulásáig.

## Fontosabb munkája
- Az Északamerikai Egyesült Államok büntető igazságszolgáltatásának fogyatékosságai (Bp., 1936).